# Samuel Butler (Dichter)
Samuel Butler (* 8. Februar 1612 in Strensham, Worcestershire; † 25. September 1680 in London) war ein englischer Dichter.

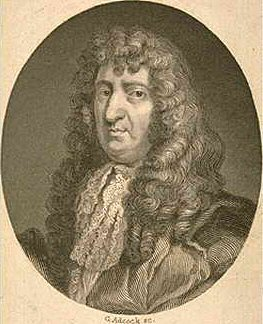
Samuel Butler

## Leben
Der Bauernsohn erhielt seine wissenschaftliche Bildung an der Kathedralschule Worcester und an der Universität Cambridge. Er wurde Schreiber bei einem Friedensrichter. Nachdem er im Anschluss daran einige Zeit im Haus der Gräfin Elisabeth von Kent verweilt und deren Bibliothek benutzt hatte, trat er in die Dienste des Sir Samuel Luke ein, eines Offiziers Cromwells und fanatischen Puritaners, bei welchem religiöse und politische Sekten ihr Wesen trieben. Ihr seltsames Gebaren drückte ihm die satirische Geißel in die Hand, und unbarmherzig schwang er sie in seinem komischen Epos „Hudibras“ (Teil 1 u. 2, London 1663–64, Teil 3, 1678; dann oft zusammengedruckt, am besten in der Prachtausgabe von Zacharias Grey, mit Kupfern von William Hogarth, Cambridge 1744, zuletzt 1869; mit Anmerkungen von Nash, zuerst London 1793, neue illustrierte Ausgabe, das. 1847, 2 Bände; deutsch von Soltau, Königsb. 1798, und Eiselein, Freiburg 1845).
Das Gedicht, offenbar eine Nachahmung des Don Quichote, schildert die Abenteuer des presbyterianischen Ritters Hudibras und seines Knappen Ralph, welche das Land durchziehen, um alle möglichen Übel zu vertilgen, allein als Heuchler und Schmarotzer, die sie sind, überall nur Schläge ernten.
Das von Witz sprudelnde und in einem eigentümlichen Stil geschriebene Werk bricht unvollendet ab, verdient aber auch in dieser Gestalt als Zeit- und Sittenspiegel großes Lob. Auch die übrigen Gedichte Butlers sind satirischen Charakters. König Karl II. las seine Werke mit lebhaftem Interesse und ließ ihm die Summe von 300 Pfund auszahlen.
Aber weder dieses Geschenk noch seine Verheiratung mit einer reichen Witwe schützten den Dichter vor drückender Not. Das Vermögen seiner Frau ging durch unglückliche Spekulationen verloren, und so starb er 1680 in Armut; 40 Jahre später wurde ihm ein Denkmal in Westminster Abbey errichtet.

## Werke
- Hudibras. Written in the Time of the Late Wars. London 1674 (2 Bände)
- Robert Thyer (Hrsg.): Genuine remains in prose and verse. Booker Books, London 1759 (2 Bände)
- Reginald Bell: Poetical works. Oxford 1855 (3 Bände)
- Charles C. Clarke (Hrsg.): Poetical works. London 1878 (2 Bände)